# Casa de la Moneda de Quito
Debido a la falta de moneda propia, en Ecuador las primeras monedas usadas eran las macuquinas, fáciles de falsificar, por lo que con el tiempo fueron retiradas y cambiadas por monedas locales.
La Casa de la Moneda de Quito fue la primera institución económica formal del país, En 1830, mediante Decreto Ejecutivo Juan José Flores, el primer presidente del Ecuador, se ordenó el establecimiento de la Casa de la Moneda de Quito y trae desde Inglaterra la prensa de acuñación y en 1833 se acuñaron las primeras monedas del Ecuador.

## Historia
En la segunda mitad del siglo XIX Simón Bolívar ordenó la creación de una casa de la moneda, pero la Casa de la Moneda de Quito comenzó a funcionar en 1833, tres años después del nacimiento de la república del Ecuador, fue cambiando los símbolos españoles por otros que evidenciaran la identidad nacional y la lucha por la independencia, como: el cóndor, los cerros, el sol, las banderas, el Pichincha, Antonio José de Sucre.  
Los enormes gastos derivados de la independencia se reflejaron en la acuñación de monedas, con bajos niveles de plata. Pese a varios intentos por mejorar la calidad de las monedas ecuatorianas, la población se encargó de retirarlas de circulación ocasionando un déficit de circulante. La Casa de la Moneda tuvo una vida breve y terminó por cerrar 30 años después de haber sido creada.

## La prensa de acuñación
El coronal Alberto Salazzá fue nombrado director de la casa de monedas, él fue el encargado de la construcción y la instalación de la prensa de acuñación. Obtuvo de un corresponsal de Lima, la “Teoría de los Ensayes” y “El Reglamento General y la Tarifa”, documentos que les fue negado en Colombia. En 1832 lograron acuñar varias muestras, en ese intento la prensa sufrió una rotura del tornillo principal debido a la poca experiencia de sus operarios.
Luego de la suspensión definitiva de esta entidad en el año de 1863, el edificio donde operó esta dependencia, fue entregado a varios organismos públicos hasta que estos predios pasaron al municipio de Quito. Una gran cantidad de chatarra en donde se encontraba esta histórica prensa de acuñación fue rematada por el Cabildo.
El Banco Central del Ecuador, en el marco de creación del Museo Numismático emprende una investigación en 1999, y consigue ubicar esta pieza en la mecánica "Océano Pacífico" y logra adquirirla directamente a su propietario.

## Monedas
Durante sus casi 30 años de funcionamiento, la casa de la moneda acuñó varias monedas que quedaron como testigo de la importancia de esta efímera casa de monedas.
En 1838 se acuñó la moneda de 8 escudos, esta moneda es descrita con todo detalle en la novela de Melville Moby-Dick, que es el premio para aquel que logre avistar a la ballena blanca, y menciona que la inscripción de la moneda dice: República del Ecuador: Quito.
1858 se acuñó la moneda de 5 francos, grabada por la artista ecuatoriana Emilia Rivadeneira la cual dejó grabada su firma ER, un gesto inusual en esos años. Con esta moneda se pretendía entrar al sucre al sistema decimal francés.